# اتلو (وردی)
اتلو (به ایتالیایی: Otello) (تلفظ ایتالیایی: [oˈtɛllo]) یک اپرا در چهار پرده اثر جوزِپه وِردی است.
وِردی اپرای اتلو را بر اساس نمایش‌نامهٔ اتلو، اثر ویلیام شکسپیر، و لیبرتو (اپرانامهٔ) آریگو بوئیتو ساخت. اتلو آخرین اپرای وردی بود و نخستین بار در ۵ فوریهٔ ۱۸۸۷ در لا اسکالا واقع در شهرِ میلان اجرا شد.